# Gymnoscelis pauxillaria
Gymnoscelis pauxillaria är en fjärilsart som beskrevs av Herrich-Schäffer 1848. Gymnoscelis pauxillaria ingår i släktet Gymnoscelis och familjen mätare. Inga underarter finns listade i Catalogue of Life.